# Caridina mindanao
Caridina mindanao е вид десетоного от семейство Atyidae. Видът е застрашен от изчезване.

## Разпространение
Разпространен е във Филипини.